# 山脇良雄

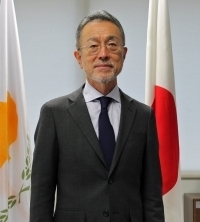
外務省より公表された公式肖像画像

山脇 良雄（やまわき よしお、1959年12月14日 - ）は、日本の文部科学官僚。元北海道大学教授。

## 人物
兵庫県多紀郡篠山町西町（現丹波篠山市）生まれ。兵庫県立篠山鳳鳴高等学校、東京大学工学部を経て、1984年東京大学大学院工学系研究科土木工学専攻を卒業し、科学技術庁入庁。1999年から2002年まで外務省に出向、在ウィーン政府代表部大使館一等書記官、参事官を務める。
2002年原子力安全委員会事務局規制調査課長、2004年文部科学省初等中等教育局国際教育課長、2005年北海道大学教授、2007年科学技術・学術政策局基盤政策課長、2008年理化学研究所経営企画部長、2009年研究振興局振興企画課長、2010年大臣官房参事官、2012年官房審議官 (スポーツ・青少年局担当)、2013年官房審議官 (研究振興局担当)、2014年国際統括官。
2016年内閣府政策統括官 (科学技術・イノベーション担当)、2018年文部科学審議官 (科学技術担当)。同年9月前任が逮捕され辞任したため、後任の大山真未が就任するまで国際統括官事務取扱を務めた。2020年辞職。